# Unterseeboot 671
L'Unterseeboot 671 ou U-671 est un sous-marin allemand (U-Boot) de type VIIC utilisé par la Kriegsmarine pendant la Seconde Guerre mondiale.
Le sous-marin fut commandé le 20 janvier 1941 à Hambourg (Howaldtswerke Hamburg AG), sa quille fut posée le 2 décembre 1941, il fut lancé le 15 décembre 1942 et mis en service le 3 mars 1943, sous le commandement de l'Oberleutnant zur See August-Wilhelm Hewicker.
L'U-671 n'endommagea ou ne coula aucun navire au cours des 2 patrouilles (54 jours en mer) qu'il effectua.
Il fut coulé par la Royal Navy dans la Manche, en août 1944.

## Conception
Unterseeboot type VII, l'U-671 avait un déplacement de 769 tonnes en surface et 871 tonnes en plongée. Il avait une longueur totale de 67,10 m, un maître-bau de 6,20 m, une hauteur de 9,60 m et un tirant d'eau de 4,74 m. Le sous-marin était propulsé par deux hélices de 1,23 m, deux moteurs diesel Germaniawerft M6V 40/46 de 6 cylindres en ligne de 1400 cv à 470 tr/min, produisant un total de 2 060 à 2 350 kW en surface et de deux moteurs électriques Siemens-Schuckert GU 343/38-8 de 375 cv à 295 tr/min, produisant un total 550 kW, en plongée. Le sous-marin avait une vitesse en surface de 17,7 nœuds (32,8 km/h) et une vitesse de 7,6 nœuds (14,1 km/h) en plongée. Immergé, il avait un rayon d'action de 80 milles marins (150 km) à 4 nœuds (7,4 km/h; 4,6 milles par heure) et pouvait atteindre une profondeur de 230 m. En surface son rayon d'action était de 8 500 milles nautiques (soit 15 700 km) à 10 nœuds (19 km/h).
L'U-671 était équipé de cinq tubes lance-torpilles de 53,3 cm (quatre montés à l'avant et un à l'arrière) qui contenait quatorze torpilles. Il était équipé d'un canon de 8,8 cm SK C/35 (220 coups) et d'un canon antiaérien de 20 mm Flak. Il pouvait transporter 26 mines TMA ou 39 mines TMB. Son équipage comprenait 4 officiers et 40 à 56 sous-mariniers.

## Historique
Il reçut sa formation de base au sein de la 5. Unterseebootsflottille jusqu'au 30 avril 1944, puis intégra sa formation de combat dans la 3. Unterseebootsflottille. Le commandant du sous-marin, le lieutenant de vaisseau August-Wilhelm Hewicker, est condamné en mai 1943 à une peine de prison, renvoyé du corps des officiers, rétrogradé au rang de matelot et emprisonné à Rathenow. Il est accusé d'avoir incité à commettre un délit et d'avoir retenu un rapport.
Sa première patrouille est précédée par de courts trajets à Kiel, Marviken et Bergen. Elle commence réellement le 28 mai 1944 au départ de Bergen pour opérer dans l'Atlantique Nord.
Après le débarquement le 6 juin 1944, les U-Boots possédant un schnorchel, l'U-671 en fait partie, reçoivent l'ordre de patrouiller dans la Manche. Le 25 juin 1944, il opère en baie de Seine. Durant la semaine suivante, des bâtiments alliés s'acharnent et harcèlent l'U-671. Le 30 juin 1944, attaque sans succès un destroyer, mais sa torpille T-5 se perd ! Le 4 juillet 1944, il est repéré au sud-ouest de Beachy Head (sud-est de l'Angleterre), lorsqu'il est en plongée. Il est détecté et attaqué par un groupe de destroyers, qui lui lancent des charges de profondeur. Il tire deux torpilles T-5 sur les destroyers, mais ces torpilles sont défectueuses. Ayant subi de nombreux dommages, il fait route vers Boulogne et y arrive le 5 juillet 1944, avec ses batteries complètement vides. La base de Boulogne n'ayant aucun technicien pouvant travailler sur les U-Boots, Rösing donne l'ordre à 30 ouvriers de Saint-Nazaire de venir à Boulogne pour effectuer les réparations sur l'U-671.
Le sous-marin reprend la mer le 26 juillet 1944 au départ de Boulogne pour la Manche, dans une zone situé devant l'île de Wight. Cependant des problèmes de schnorchel l'oblige à rentrer à Boulogne pour quelques réparations. Aux premières heures du 1er août 1944 il repart de Boulogne, mais, la encore, nouveaux problèmes sur le schnorchel apparaissent. L'ingénieur mécanicien Robert Schröter, avise le commandant Hegewald qu'il ne peut réparer en mer et que quatre tonnes d'eau sont entrées à bord. L'U-671 arrête sa patrouille et se dirige de nouveau vers Boulogne. 
Aux premières heures du 4 août 1944, le destroyer HMS Wensleydale et la frégate HMS Stayner (en) escortés par quatre PT boats, l'attaque, après que la corvette l'a détecté au sonar. Cette dernière lui lance cinq charges de profondeur et trois Hedgehog. Hegewald contre-attaque et tire deux torpilles T-5 qui fonctionnent mal et se perdent. Le destroyer vient aider la corvette pour attaquer l'U-Boot. Quinze attaques sont menées et l'U-671 fini par couler à 2 h 30 du matin à la position 50° 23′ N, 0° 06′ E.
Vingt hommes d'équipage incluant le commandant et l'ingénieur mécanicien se rassemblent près du kiosque et s'échappent avec leurs appareils respiratoires. Les britanniques repêchent seulement cinq survivants sur les 52 membres d'équipage, dont l'ingénieur mécanicien et l'officier Hans Schaefer. Le commandant ne fait pas partie des rescapés.

## Affectations
- 5. Unterseebootsflottille du 3 mars 1943 au 30 avril 1944 (Période de formation).
- 3. Unterseebootsflottille du 1er mai 1944 au 4 août 1944 (Unité combattante).

## Commandement
- Oberleutnant zur See August-Wilhelm Hewicker du 3 mars 1943 au 4 mai 1943.
- Kapitänleutnant Wolfgang Hegewald du 7 mai 1943 au 4 août 1944.

## Patrouilles
|       | Commandant              | Départ          | Départ   | Arrivée        | Arrivée  | Jours    | Succès |
| ----- | ----------------------- | --------------- | -------- | -------------- | -------- | -------- | ------ |
|       | Oblt. Wolfgang Hegewald | 13 mai 1944     | Kiel     | 15 mai 1944    | Marviken | 3 jours  |        |
|       | Oblt. Wolfgang Hegewald | 26 mai 1944     | Marviken | 27 mai 1944    | Bergen   | 2 jours  |        |
| 1     | Oblt. Wolfgang Hegewald | 28 mai 1944     | Bergen   | 5 juillet 1944 | Boulogne | 39 jours |        |
| 2     | Oblt. Wolfgang Hegewald | 26 juillet 1944 | Boulogne | 4 août 1944    | Coulé    | 10 jours |        |
| Total | Total                   | Total           | Total    | Total          | Total    | 54 jours | 0 t    |

Notes : Oblt. = Oberleutnant zur See